# Nemertesia septata
Nemertesia septata is een hydroïdpoliep uit de familie Plumulariidae. De poliep komt uit het geslacht Nemertesia. Nemertesia septata werd in 1938 voor het eerst wetenschappelijk beschreven door Fraser. 